# خرمال إثنا عشري السداة
خرمال إثنا عشري السداة (الاسم العلمي: Diospyros dodecandra) هو نوع من النباتات يتبع جنس الخرمال من الفصيلة الأبنوسية.